# Nechat strach za sebou
Nechat strach za sebou (orig. Jigdrel, angl. Leaving fear behind) je 25 minutový dokument zemědělce Dhondupa Wangchena, jenž je natočen formou rozhovorů s Tibeťany na témata jako nadvláda Číny v Tibetu, olympijské hry v Pekingu a Dalajláma. 
Dokument měl tajnou premiéru v den zahájení Letní olympiády v Pekingu, zhlédli ho zde zahraniční reportéři.

Jeho autoři Jigme Gyatso a Dhondup Wangchen byli později zatčeni a jsou ve vězení.